# 崗頂駅
崗頂駅（こうちょう-えき）は、中華人民共和国広東省広州市天河区に位置する広州地下鉄3号線支線の駅である。ステーションカラーは■黄緑。

## 利用可能な鉄道路線
広州地下鉄
■3号線

## 駅周辺
- 天河区公安局
- 天河区規制局
- 天河街派出所
- 天河労働局
- 省武警察隊
- 天河区人民検察院
- 天河区人民法院
- 天河電脳城
- 太平洋數碼広場
- 好又多広場
- 龍苑大廈
- 摩登百貨
- 天河娯楽城
- 天龍大廈
- 天河商貿大廈
- 蓄能大廈
- 広虹大廈
- 龍暉大廈
- 遠洋大廈
- 華億百貨
- 中山三院
- 天河区衛生防疫站

## 歴史
- 2006年12月30日 - 開業。

## 隣の駅
広州地下鉄
■3号線支線
華師駅 - 崗頂駅 - 石牌橋駅